# MacOS Tahoe
macOS Tahoe (versione 26) è la ventiduesima major release del sistema operativo macOS, che è stato presentato il 9 giugno 2025 alla Worldwide Developers Conference e attualmente in fase di test beta per gli sviluppatori.
Seguendo quanto accaduto agli altri sistemi operativi sviluppati da Apple, a partire da questa versione il sistema è identificato con un numero corrispondente all'anno successivo al rilascio.

## Sviluppo
macOS Tahoe è stato annunciato da Craig Federighi, Senior Vice President (SVP) di ingegneria del software di Apple, alla WorldWide Developers Conference (WWDC) il 9 giugno 2025. La prima beta per sviluppatori è stata rilasciata lo stesso giorno.

## Nome di versione
Durante la WWDC, Apple ha annunciato che i numeri di versione dei suoi sistemi operativi sarebbero stati unificati e basati sull'anno successivo a quello del corrispondente annuncio della WWDC, facendoli avanzare tutti alla versione 26 (ovvero iOS 26).
Federighi ha affermato che macOS continuerà a essere commercializzato principalmente utilizzando il suo nome di rilascio (in questo caso, "Tahoe"), poiché ha ritenuto che il sistema operativo "dovesse richiedere più di un semplice numero di versione".

## Novità

### Design
macOS Tahoe adotta insieme agli altri sistemi operativi di Apple un nuovo design denominato "Liquid Glass": un materiale traslucido che riflette e rifrange gli elementi circostanti. Questo materiale è adottato da vari elementi dell'interfaccia tra cui: il dock, le barre laterali e quelle degli strumenti, il centro di controllo.
È inoltre possible personalizzare con il Liquid Glass alcuni elementi come l'orologio nella schermata di blocco e le icone.

### Spotlight
È stata aggiunta, oltre alla tradizionale ricerca globale, la ricerca in 4 categorie: Applicazioni, File, Azioni e Appunti.
Nella ricerca globale è stata aggiunta la possibilità di filtrare i risultati e di eseguire Comandi Rapidi o azioni contestuali dell'applicazione in uso.

### Apple Intelligence
- Traduzione: è disponibile la traduzione in tempo reali dei messaggi (inviati o ricevuti), delle trascrizioni durante le videochiamate in FaceTime o direttamente della voce tramite le chiamate con l'app Telefono;[8]
- Comandi Rapidi: sono disponibili azioni relative ad Apple Intelligence (come gli strumenti di scrittura e la creazione di immagini), oltre alla possibilità di interagire direttamente con i modelli (sul dispositivo, Private Cloud Compute o di terze parti tramite estensioni come ChatGPT);[8]
- Image Playground: è possibile generare immagini a partire da emoji, avere maggiore controllo sui dettagli delle persone e usare nuovi stili tramite l'integrazione di ChatGPT;[8]

### Apple Games
Un’app dedicata che raggruppa tutti i videogiochi, tra titoli personali, nuovi e Apple Arcade, oltre che giocare con gli amici. La funzione Game Overlay permette all’utente di modificare le impostazioni di sistema, chattare con le persone amiche o invitarle a giocare, senza uscire dal gioco.
Inoltre, macOS Tahoe introduce Metal 4, che offre una grafica più evoluta e tecnologie di rendering di nuova generazione, come MetalFX Frame Interpolation e MetalFX Denoising, per immagini più fluide e frame rate più elevati.

### Altre funzioni

#### Messaggi
Possibilità di modificare lo sfondo delle chat, creare sondaggi e vedere quale utente in un gruppo sta scrivendo in tempo reale.

#### Diario
Aggiunto su macOS l'app Diario.

#### Password
È possibile visualizzare la cronologia delle password per ogni singolo account.

## Dispositivi supportati
macOS Tahoe supporta tutti i Mac con processore Apple Silicon e quelli con processori Intel di nona generazione basati su Coffee Lake e Cascade Lake Xeon-W. Tahoe segna la fine del supporto per i MacBook con tastiere a farfalla e quelli senza coprocessori serie T.
Gli unici Mac Intel supportati sono il Mac Pro (2019), il MacBook Pro (16 pollici, 2019), il MacBook Pro (13 pollici, 2020, quattro porte Thunderbolt 3) e l'iMac (Retina 5K, 27 pollici, 2020).
I seguenti dispositivi sono compatibili:
- MacBook Air (M1, 2020) e successivi
- MacBook Pro (13 pollici, M1, 2020 e 13 pollici, M2, 2022)
- MacBook Pro (13 pollici, 2020, Four Thunderbolt 3 porte)
- MacBook Pro (14 pollici, 2021) e successivi
- MacBook Pro (16 pollici, 2019) e successivi
- Mac mini (M1, 2020) e successivi
- iMac (2020) e successivi
- Mac Studio (2022) e successivi
- Mac Pro (2019) e successivi